# Castello d'Argile
Castello d'Argile (en dialecte bolonyès: Castèl d'Èrzen) és un comune (municipi) de la Ciutat metropolitana de Bolonya (antiga província de Bolonya), a la regió italiana d'Emília-Romanya, situat uns 20 km al nord de Bolonya.
Castello d'Argile limita amb els següents municipis: Argelato, Cento, Pieve di Cento, Sala Bolognese, San Giorgio di Piano, San Giovanni in Persiceto i San Pietro in Casale.
L'1 de gener de 2018 tenia 6.583 habitants.